# Nokia Lumia 930
Nokia Lumia 930 je uređaj koji predstavlja jedan od Nokijinih najboljih i najjačih LTE mobilni telefon koji je predstavljen u 2014.godini. Ovaj uređaj funkcioniše sa nano-sim karticama i poseduje 32GB interne memorije. Snapdragon 800 procesor sa 4 jezgra koja rade na maksimalnih 2,2 GHz i 2GB RAM memorije uz najnoviju verziju Windows Phone operativnog sistema (Windows Phone 8.1), garantuju glatko i brzo reagovanje na svaki zadatak. Ono što takođe čini ovaj model posebnim je i njegov 5-inčni fullHD ekran rezolucije 1080 x 1920 piksela sa Corning Gorilla Glass 3 zaštitom od grebanja i posebnom Nokia tehnologijom koja omogućava odličnu vidljivost na direktnoj sunčevoj svetlosti. Telefon poseduje pomoćnu kameru od 1,2MP i fantastičnu glavnu kameru od 20 MP koja ima optičku stabilizaciju slike, Carl Zeiss optiku, dvostruki LED blic i PureView tehnologiju i predstavlja jednu od najboljih kamera (pored one na modelu Lumia 1020) koja je ugrađena na mobilni telefon... FM radio, puna Office podrška, besplatna Nokia Here navigacija, 10GB besplatnog SkyDrive skladišta, podrška za ogroman broj muzičkih i video formata i još mnogo toga, uz bateriju kapaciteta 2420mAh, prostran, veliki displej pružaju svakom vlasniku ovog modela maksimalan doživljaj pri korišćenju. I ovaj model kao takav predstavlja sebe kao dostojnog konkuretna najboljim Android uređajima čija cena vrlo često, bez razloga nadmašuje njegovu.

## Specifikacije
Ovo su sve karakteristike telefona:
- Status : Aktuelan
- Model : Lumia 930
- Mreže : 850Mhz, 900Mhz, 1800Mhz, 1900Mhz, HSDPA, LTE

### Kućište
- Dimenzije : 137 x 71 x 9.8 mm
- Težina : 167 grama
- Oblik : touch-screen,
- Tastatura : nema,

### Procesor
- Procesor : Quad-core
- Takt : 2200 MHz

### Baterija
- Vrsta : Li-Ion
- Kapacitet : 2420 mAh
- Fabrička oznaka : BV-5QW

### Glavni ekran
Tip : AMOLED
- Veličina : 5.0 inča
- Broj boja : (24-bit) 16.777.216 boja
- Rezolucija : 1080x1920 piksela
- Ostalo : osetljiv na dodir,

### Kamera

#### Glavna
Orijentacija sočiva : sa zadnje strane
- Broj piksela senzora : 20.0 megapiksela
- Rezolucija fotografija : 4992x3774 piksela
- Rezolucija videa : (1080p) 1920x1080 piksela
- Ostalo : video zapis, blic, autofokus

#### Pomoćna
- Orijentacija sočiva : sa prednje strane
- Broj piksela senzora : 1.2 megapiksela

### Zvuk
- Format melodija : mp3, aac, wav
- Ostalo : spikerfon, fm radio prijemnik

### Memorija

#### Operativna
RAM : 2048 MB

#### Interna
Kapacitet : 32768 MB

### Ostalo
Ostalo : vibracija, kompas, akcelerometar,
Softver Operativni sistem
- Vrsta : Windows Phone
- Podržani formati : aac, wav, mp3, mp4, wma, DivX, XviD, H.263, H.264, wmv, avi

Funkcije
- Osnovne : kalkulator, kalendar, štoperica, alarm, konverter
- Napredne : komandovanje glasom, pozivanje glasom, snimanje glasa

Komunikacija	Lokal
- Kablom na : USB 2.0 port, 3.5' audio
- Bežično : bluetooth 4.0

Udaljeno
- Prenos podataka : GSM (9,6 Kb/s), GPRS (115 Kb/s), EDGE (236 Kb/s), HSDPA, LTE
- WAP pretraživač : 2.0
- Podržane tehnologije : SMS, EMS, MMS, WiFi, GPS, GLONASS, SyncML, DLNA, NFC

## Spoljašnje veze
- Званични веб-сајт
- Specifikacije telefona
- Slike telefona iz ruke Архивирано на веб-сајту  (23. август 2015)